# Herrarnas C-1 200 meter i kanotsport vid olympiska sommarspelen 2012
Herrarnas C-1 200 meter vid olympiska sommarspelen 2012 hölls mellan 10 augusti och 11 augusti på Eton Dorney i London. Deltagarna delades upp i försöksheat där de 24 bästa tog sig till semifinal. Väl i semifinalen tog sig de två främsta i varje heat samt de två bästa treorna vidare till final. Utöver dem gick även åtta kanotister till en B-final.
Den 12 juni 2019 blev Jevgenij Šuklin fråntagen sitt OS-silver och diskvalificerad för doping.

## Medaljörer
| Gren         | Guld                 | Silver              | Brons                     |
| C1 200 meter | Jurij Tjeban Ukraina | Ivan Sjtyl Ryssland | Alfonso Benavides Spanien |

## Schema
Försöksheat

10 augusti, 09:51

Semifinal

10 augusti, 11:16

Final

11 augusti, 09:47

## Resultat

### Försöksheat

#### Heat 1
| Placering | Kanotist            | Land         | Tid    | Notering |
| --------- | ------------------- | ------------ | ------ | -------- |
| 1         | Mathieu Goubel      | Frankrike    | 41,248 | 0Q0, OB  |
| 2         | Andrzej Jezierski   | Irland       | 41,404 | 0Q0      |
| 3         | Naoya Sakamoto      | Japan        | 41,528 | 0Q0      |
| 4         | Jason McCoombs      | Kanada       | 41,742 | 0Q0      |
| 5         | Ronilson Oliveira   | Brasilien    | 42,216 | 0Q0      |
| 6         | Sebastian Marczak   | Australien   | 42,845 | 0Q0      |
| 7         | Valentin Demyanenko | Azerbajdzjan | 44,194 |          |

#### Heat 2
| Placering | Kanotist           | Land           | Tid    | Notering |
| --------- | ------------------ | -------------- | ------ | -------- |
| 1         | Ivan Sjtyl         | Ryssland       | 41,378 | 0Q0      |
| 2         | Sebastian Brendel  | Tyskland       | 41,511 | 0Q0      |
| 3         | Richard Jefferies  | Storbritannien | 42,516 | 0Q0      |
| 4         | Everardo Cristóbal | Mexiko         | 44,459 | 0Q0      |
| 5         | Piotr Kuleta       | Polen          | 44,645 | 0Q0      |
| 6         | Nelson Henriques   | Angola         | 55,268 | 0Q0      |

#### Heat 3
| Placering | Kanotist                 | Land       | Tid    | Notering |
| --------- | ------------------------ | ---------- | ------ | -------- |
| 1         | Alfonso Benavides        | Spanien    | 40,993 | 0Q0, OB  |
| 2         | Dzianis Harazha          | Belarus    | 41,290 | 0Q0      |
| 3         | Li Qiang                 | Kina       | 42,004 | 0Q0      |
| 4         | Vadim Menkov             | Uzbekistan | 42,171 | 0Q0      |
| 5         | Ľubomír Hagara           | Slovakien  | 43,507 | 0Q0      |
| 6         | Rudolph Berking-Williams | Samoa      | 51,483 | 0Q0      |

#### Heat 4
| Placering | Kanotist          | Land      | Tid    | Notering |
| --------- | ----------------- | --------- | ------ | -------- |
| 1         | Jurij Tjeban      | Ukraina   | 41,036 | 0Q0      |
| 0DSQ0     | Jevgenij Šuklin   | Litauen   | 41,288 | 0Q0      |
| 3         | Alexandr Dyadchuk | Kazakstan | 43,204 | 0Q0      |
| 4         | Khaled Houcine    | Tunisien  | 44,395 | 0Q0      |
| 5         | Attila Vajda      | Ungern    | 44,761 | 0Q0      |
| 6         | Ndiatte Gueye     | Senegal   | 51,708 | 0Q0      |

### Semifinaler

#### Semifinal 1
| Placering | Kanotist          | Land       | Tid    | Notering |
| --------- | ----------------- | ---------- | ------ | -------- |
| 0DSQ0     | Jevgenij Šuklin   | Litauen    | 41,483 | 0Q0      |
| 2         | Mathieu Goubel    | Frankrike  | 41,938 | 0Q0      |
| 3         | Li Qiang          | Kina       | 42,149 | B-final  |
| 4         | Sebastian Brendel | Tyskland   | 42,161 | B-final  |
| 5         | Ronilson Oliveira | Brasilien  | 42,560 | B-final  |
| 6         | Vadim Menkov      | Uzbekistan | 42,944 | B-final  |
| 7         | Piotr Kuleta      | Polen      | 45,348 |          |
| 8         | Ndiatte Gueye     | Senegal    | 50,798 |          |

#### Semifinal 2
| Placering | Kanotist          | Land       | Tid    | Notering |
| --------- | ----------------- | ---------- | ------ | -------- |
| 1         | Ivan Sjtyl        | Ryssland   | 40,346 | 0Q0, OB  |
| 2         | Alfonso Benavides | Spanien    | 40,619 | 0Q0      |
| 3         | Ľubomír Hagara    | Slovakien  | 41,472 | 0q0      |
| 4         | Andrzej Jezierski | Irland     | 42,012 | B-final  |
| 5         | Alexandr Dyadchuk | Kazakstan  | 42,359 | B-final  |
| 6         | Sebastian Marczak | Australien | 43,441 |          |
| 7         | Khaled Houcine    | Tunisien   | 44,373 |          |
| 8         | Nelson Henriques  | Angola     | 50,876 |          |

#### Heat 3
| Placering | Kanotist                 | Land           | Tid    | Notering |
| --------- | ------------------------ | -------------- | ------ | -------- |
| 1         | Jurij Tjeban             | Ukraina        | 40,647 | 0Q0      |
| 2         | Dzianis Harazha          | Belarus        | 41,427 | 0Q0      |
| 3         | Naoya Sakamoto           | Japan          | 41,771 | 0q0      |
| 4         | Jason McCoombs           | Kanada         | 42,255 | B-final  |
| 5         | Attila Vajda             | Ungern         | 42,970 | B-final  |
| 6         | Richard Jefferies        | Storbritannien | 43,213 |          |
| 7         | Everardo Cristóbal       | Mexiko         | 44,571 |          |
| 8         | Rudolph Berking-Williams | Samoa          | 54,471 |          |

### Finaler

#### B-final
| Placering | Kanotist          | Land       | Tid    | Notering |
| --------- | ----------------- | ---------- | ------ | -------- |
| 8         | Andrzej Jezierski | Irland     | 44,041 |          |
| 9         | Vadim Menkov      | Uzbekistan | 44,168 |          |
| 10        | Attila Vajda      | Ungern     | 44,466 |          |
| 11        | Ronilson Oliveira | Brasilien  | 44,586 |          |
| 12        | Jason McCoombs    | Kanada     | 44,973 |          |
| 13        | Alexandr Dyadchuk | Kazakstan  | 45,283 |          |
| 14        | Li Qiang          | Kina       | 45,852 |          |
| 15        | Sebastian Brendel | Tyskland   | 47,295 |          |

#### A-final
| Placering | Kanotist          | Land      | Tid    | Notering |
| --------- | ----------------- | --------- | ------ | -------- |
| 1         | Jurij Tjeban      | Ukraina   | 42,291 |          |
| 2         | Ivan Sjtyl        | Ryssland  | 42,853 |          |
| 3         | Alfonso Benavides | Spanien   | 43,038 |          |
| 4         | Dzianis Harazha   | Belarus   | 43,545 |          |
| 5         | Ľubomír Hagara    | Slovakien | 43,977 |          |
| 6         | Mathieu Goubel    | Frankrike | 44,045 |          |
| 7         | Naoya Sakamoto    | Japan     | 44,699 |          |
| 0DSQ0     | Jevgenij Šuklin   | Litauen   | 42,792 |          |